# Josef Vacenovský
Josef Vacenovský (Ratíškovice, 9 luglio 1937 – 4 dicembre 2023) è stato un calciatore cecoslovacco, di ruolo centrocampista.